# マイケル・コンラン
マイケル・コンラン（Michael Conlan、 1991年11月19日 - ）はアイルランドのプロボクサー。北アイルランドベルファスト出身。元WBA世界フェザー級暫定王者。2012年ロンドンオリンピックフライ級銅メダリスト。兄は元プロボクサーのジェイミー・コンラン。

## 来歴

### アマチュア時代
2012年、ロンドンオリンピックにフライ級（52kg）で出場し、準々決勝でノルディーヌ・ウバーリに勝利するが、準決勝でロベイシ・ラミレスに敗北し銅メダルを獲得した。
2015年、世界ボクシング選手権大会にバンタム級（56kg）で出場し、決勝でムロジョン・アフマダリエフに勝利して金メダルを獲得した。
2016年、リオデジャネイロオリンピックにバンタム級（56kg）で出場し、準々決勝でウラジミール・ニキーチンに敗北した。しかし判定に不服を感じたコンランはジャッジに向かって中指を突き立てると、アイルランドのテレビ生インタビューでアマチュアボクシングの腐敗を強く非難した。またコンランがリオオリンピックで賭博行為をしていたことがわかり、IOCの懲戒委員会から制裁を受けた。

### プロ時代
2016年リオデジャネイロオリンピックの後にプロ転向を表明し、フロイド・メイウェザー・ジュニアのメイウェザー・プロモーションズが獲得に興味を示していたが、最終的に2016年9月16日、ボブ・アラムのトップランクと契約を結んだ。同年9月23日、会見の席でアラムはコンランのプロデビュー戦を聖パトリックの祝日にフールー・シアターで行う事を発表した。
2017年3月17日、フールー・シアターで行われたプロデビュー戦でティム・イバラと対戦し、3回59秒TKO勝ちを収めた。
2018年12月22日、マンチェスターのマンチェスター・アリーナでジェイソン・カニンガムとWBOインターコンチネンタルフェザー級王座決定戦を行い、10回3-0（2者が97-92、98-92）の判定勝ちを収め王座を獲得した。
2019年3月17日、フールー・シアターでルーベン・エルナンデスと対戦し、10回3-0（3者共100-90）の判定勝ちを収めWBOインターコンチネンタル王座の初防衛に成功した。
2019年8月3日、ベルファストのファールズ・パークでディエゴ・アルベルト・ルイスと保持するWBOインターコンチネンタル王座の防衛戦とWBAインターコンチネンタルフェザー級王座決定戦を行い、9回1分34秒TKO勝ちを収めWBOインターコンチネンタル王座は2度目の防衛、WBAインターコンチネンタル王座を獲得した。
2019年12月14日、マディソン・スクエア・ガーデンでアマチュア時代にリオオリンピックの準々決勝で敗れているウラジミール・ニキーチンと3年振りに再戦し、10回3-0（100-90、99-91、98-92）の判定勝ちを収め借りを返すと共にWBOインターコンチネンタル王座の3度目の防衛に成功した。
2021年4月30日、ヨーク・ホールでイオヌット・バルタとWBOインターナショナルスーパーバンタム級王座決定戦を行い、12回2-0（115-114、117-112、114-114）の判定勝ちを収め王座を獲得した。
2021年8月6日、ベルファストファールズ・パークでTJ・ドヘニーとWBOインターコンチネンタル王座の防衛戦を行う予定だったが、WBA世界フェザー級暫定王者のエドゥアルド・ラミレスが王座を返上した為、試合3日前に急遽WBA世界フェザー級暫定王座決定戦に変更され試合は行われ、コンランが12回3-0（2者が116-111、119-108）の判定勝ちを収め王座を獲得した。
2021年8月25日、WBAは暫定王座を廃止すると共に指名挑戦権を付与する措置を行った。
2022年3月12日、ノッティンガムのモーターポイント・アリーナで指名挑戦者としてWBA世界フェザー級レギュラー王者のリー・ウッドと対戦し、初回に左フックでダウンを奪うも、11回に左フックでダウンを奪われ、12回1分25秒、パンチの連打をもらうと失神したままリングから転落してレフェリーストップTKO負けを喫し王座獲得に失敗した。11回までのスコアは104-103×2、105-102とジャッジ3者ともコンランが僅差でリードしていた。
2023年5月27日、SSEアリーナ・ウェンブリーでIBF世界フェザー級王者ルイス・アルベルト・ロペスと対戦し、5回1分14秒TKO負けを喫し王座獲得に失敗した。
2023年10月7日、プロデビュー戦から6年半にわたり所属していたトップランクから契約切れに伴い離脱したことを発表した。
2023年12月2日、ベルファストのSSEアリーナでジョーダン・ギルとWBAインターナショナルスーパーフェザー級王座決定戦を行い、7回1分9秒TKO負けを喫し王座獲得と再起に失敗した。

## 獲得タイトル
アマチュア
- ロンドンオリンピックフライ級銅メダル

プロ
- WBOインターコンチネンタルフェザー級王座
- WBAインターコンチネンタルフェザー級王座
- WBOインターナショナルスーパーバンタム級王座
- WBA世界フェザー級暫定王座（防衛0=廃止）